# St.-Anna-Kapelle (Mulfingen)

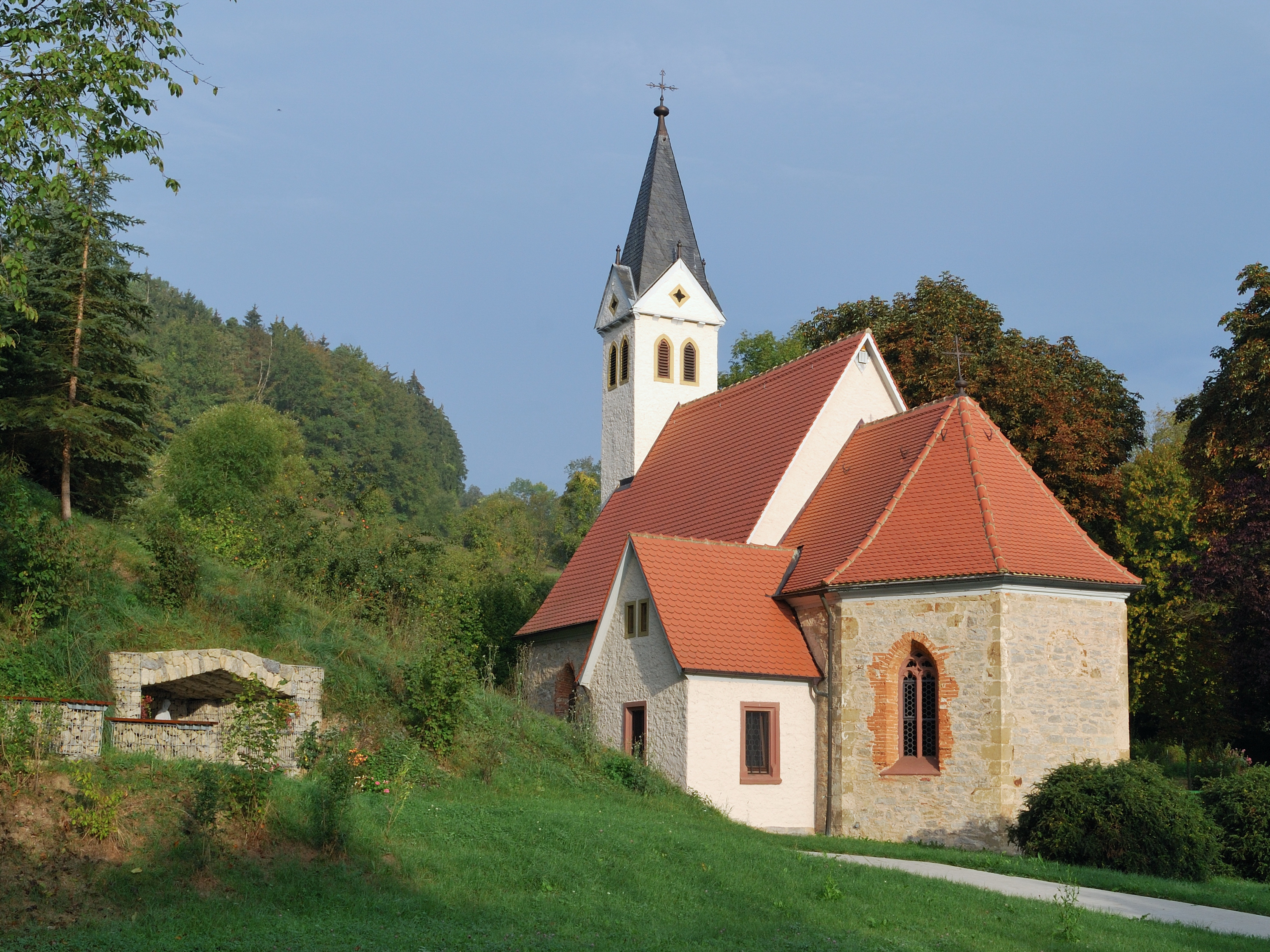
St.-Anna-Kapelle in Mulfingen

Die St.-Anna-Kapelle in Mulfingen im Hohenlohekreis in Baden-Württemberg ist eine katholische Wallfahrtskirche. Sie gehört zur Seelsorgeeinheit Mittleres Jagsttal im Dekanat Hohenlohe der Diözese Rottenburg-Stuttgart.

## Geschichte

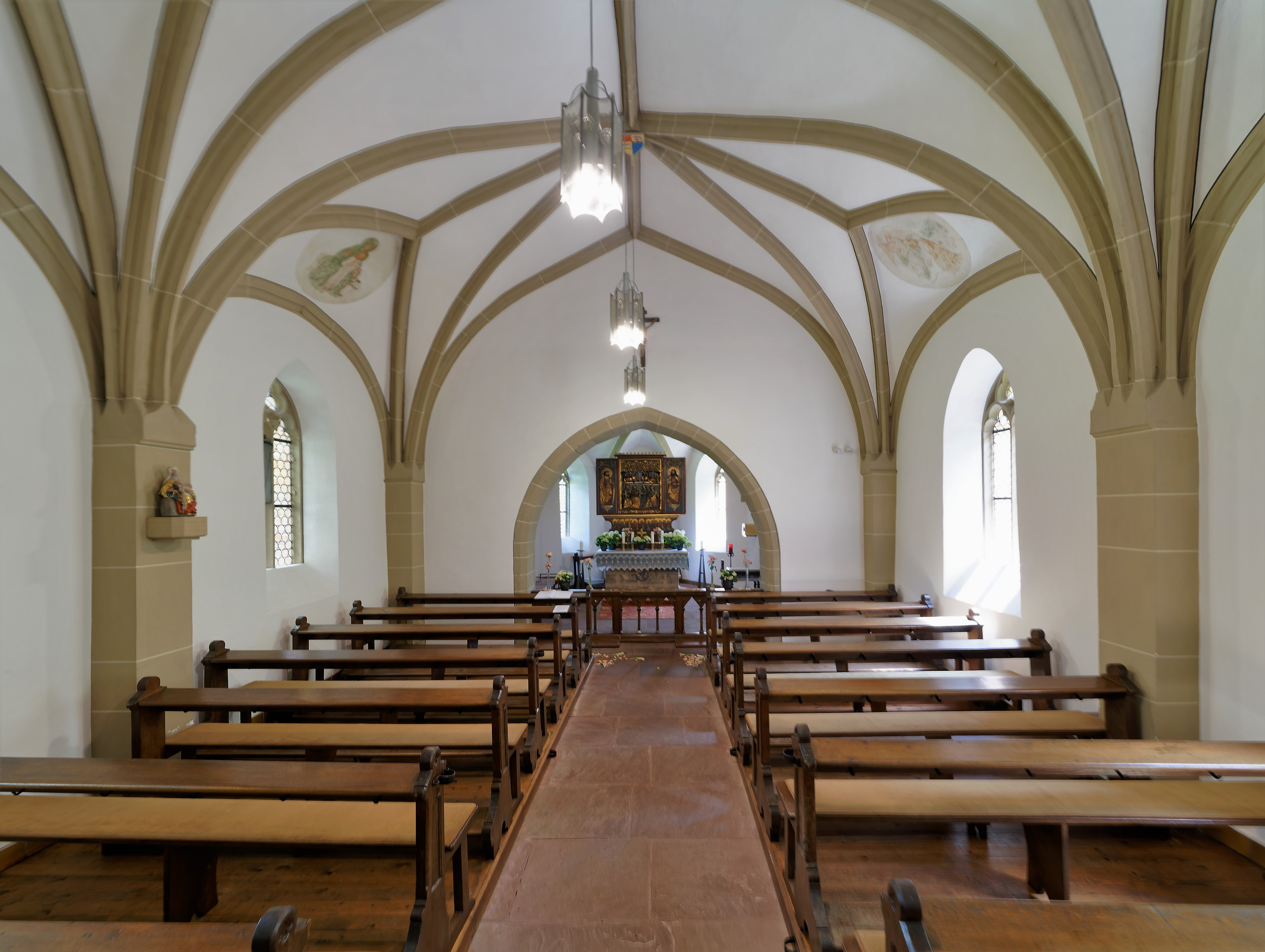
Der Innenraum

Am Fuß des Jagstbergs befindet sich eine Quelle, deren Wasser schon in altgermanischer Zeit als heilkräftig galt und im christlichen Mittelalter weiter genutzt wurde. Im Jahr 1510 ließ der Amtmann von Jagstberg, Ritter Zaisolf von Rosenberg, die Kapelle zu Ehren Marias erbauen. Der Altar wurde wahrscheinlich in den Jahren 1514 bis 1518 in der Schule Tilman Riemenschneiders gestaltet. Die erste Blütezeit der Wallfahrtskapelle endete schon 1551. Damals wurde die Kapelle, weil immer weniger Wallfahrer erschienen, dem Förster Pankratius Nuss als Stallgebäude überlassen. Nachdem dieser Förster und seine Frau gestorben waren, wurde die Kapelle aber auf Betreiben des Jagstberger Amtmannes Johann Arnold, der durch Träume dazu getrieben wurde, renoviert und 1596 erneut geweiht. Auch die vermeintlich versiegte Quelle wurde wiedergefunden.

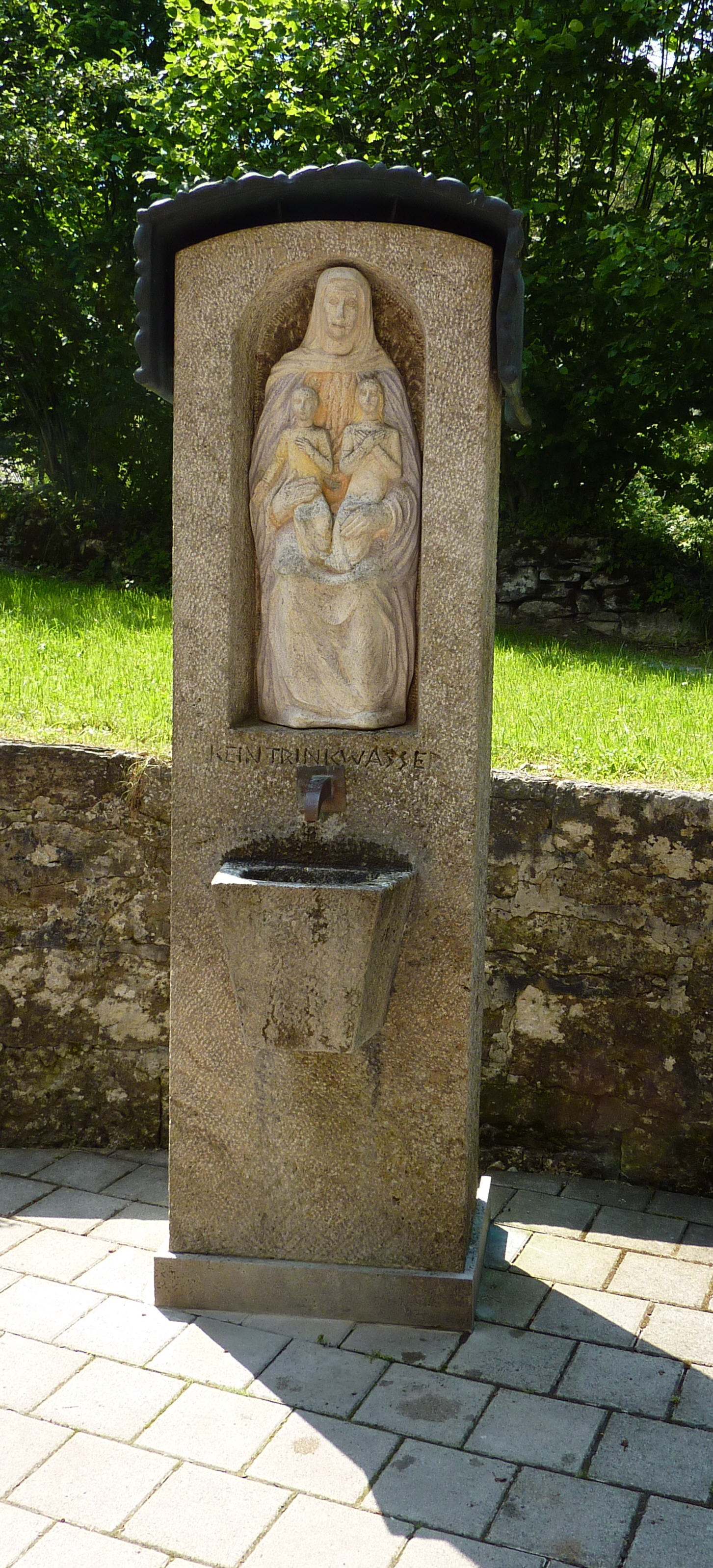
Der moderne Wasserspender

Nach den besonders erfolgreichen Wallfahrtsjahren 1597 und 1598, in denen zahlreiche Heilungen durch das Wasser der Quelle zu verzeichnen waren – eine auf Befehl des Bischofs Julius Echter von Arnold geführte amtliche Liste nannte 98 Heilungen von Blindheit, Lähmungen und Hautkrankheiten –, versiegte das Wasser der Quelle 1598 für längere Zeit komplett, und das Wallfahrtswesen ging wiederum zurück. Gegen Ende des Dreißigjährigen Krieges sprudelte die Quelle so stark, dass sogar ein zweiter Brunnen angelegt werden konnte. 1646/47 und 1763/64 fanden wieder zahlreiche Heilungen statt; die Berichte sind jedoch nicht überliefert. 1870 wurde das Wallfahrtswesen um St. Anna neu belebt. Die Kapelle wurde damals renoviert und umgestaltet. Seit dieser Zeit wird alljährlich am 26. Juli der St.-Anna-Tag bei der Kapelle gefeiert, der mit einer Lichterprozession in den Ortskern endet. Auch am 8. September, dem Tag der Geburt Marias, findet eine Feier statt. In den Sommermonaten wird die Kapelle für Andachten und Rosenkranzgebete genutzt.

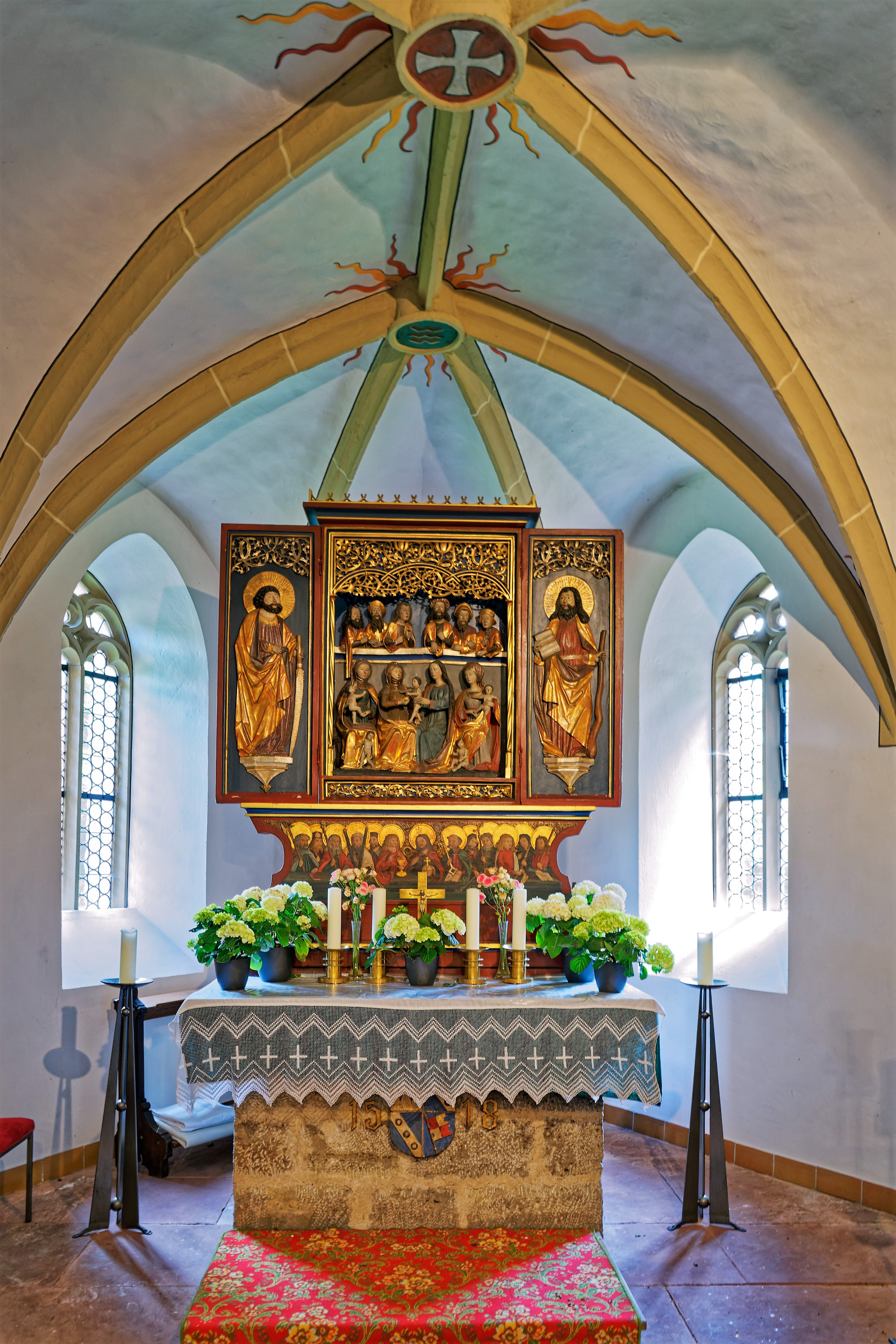
Der Altar

Mittels einer elektrischen Pumpe kann heute in den Sommermonaten Wasser aus der St.-Anna-Quelle hinter der Kirche entnommen werden. Im Eingang der Kapelle hängen zahlreiche Dankesbezeigungen von Gläubigen, denen dieses Wasser geholfen haben soll.
Die St.-Anna-Kapelle, die unweit der Mulfinger Jagstbrücke am linken Ufer des Flusses liegt, diente in der Zeit des Dritten Reiches dem Sinti-Mädchen Angela Reinhardt, das in der Mulfinger Josefspflege untergebracht war, als geheimer Treffpunkt mit seinen Eltern.

## Altar

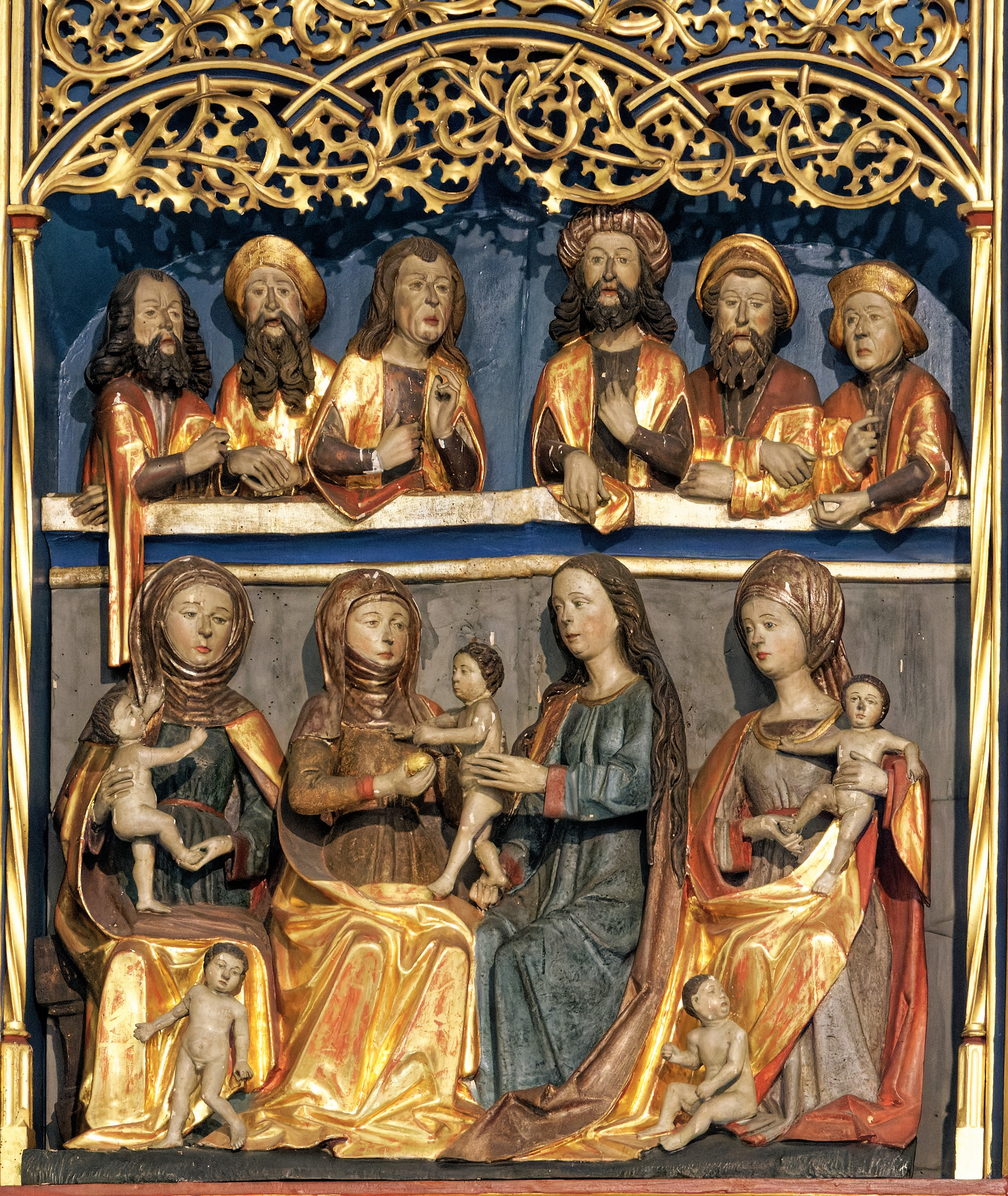
Details des Altars

Der bunt gefasste Altar ist als Sippenaltar der heiligen Anna gestaltet. In der Mitte der unteren Reihe ist Anna mit ihrer Tochter Maria aus der Ehe mit Joachim zu sehen. Anna und Maria halten das Jesuskind zwischen sich. Links steht die Tochter Maria, die Anna mit Kleophas, ihrem zweiten Mann, bekam. Sie hält ihren Sohn Jakobus im Arm, und zu ihren Füßen sitzt der andere Sohn, Barnabas. Rechts steht die dritte Tochter Maria, die aus Annas Ehe mit Salomas stammte, zusammen mit ihren Kindern Jakobus dem Älteren und dem Evangelisten Johannes.
In der Reihe darüber sind von links nach rechts die Figuren von Zebedäus, dem Ehemann der dritten Tochter Annas, Salomas, Joachim, Joseph, Kleophas und Alphäus zu sehen. Letzterer ist der Ehemann der zweiten Tochter Annas.
Die Seitenflügel zeigen die Söhne der zweiten Tochter Annas, Simon Zelotes und Judas Thaddäus. Diese beiden Märtyrer sind mit ihren Marterwerkzeugen, der Säge und dem Holzknüppel, abgebildet.
Die Predella ziert eine Darstellung Jesu und seiner zwölf Jünger.

## Weitere Kunstwerke
An einer der Außenseiten der Kapelle befindet sich ein großes hölzernes Kruzifix. Das Innere ist durch vier runde Deckenfresken geschmückt. An der linken Seitenwand ist außerdem eine Pietà angebracht und über dem Eingang eine Darstellung der Maria auf der Weltkugel.

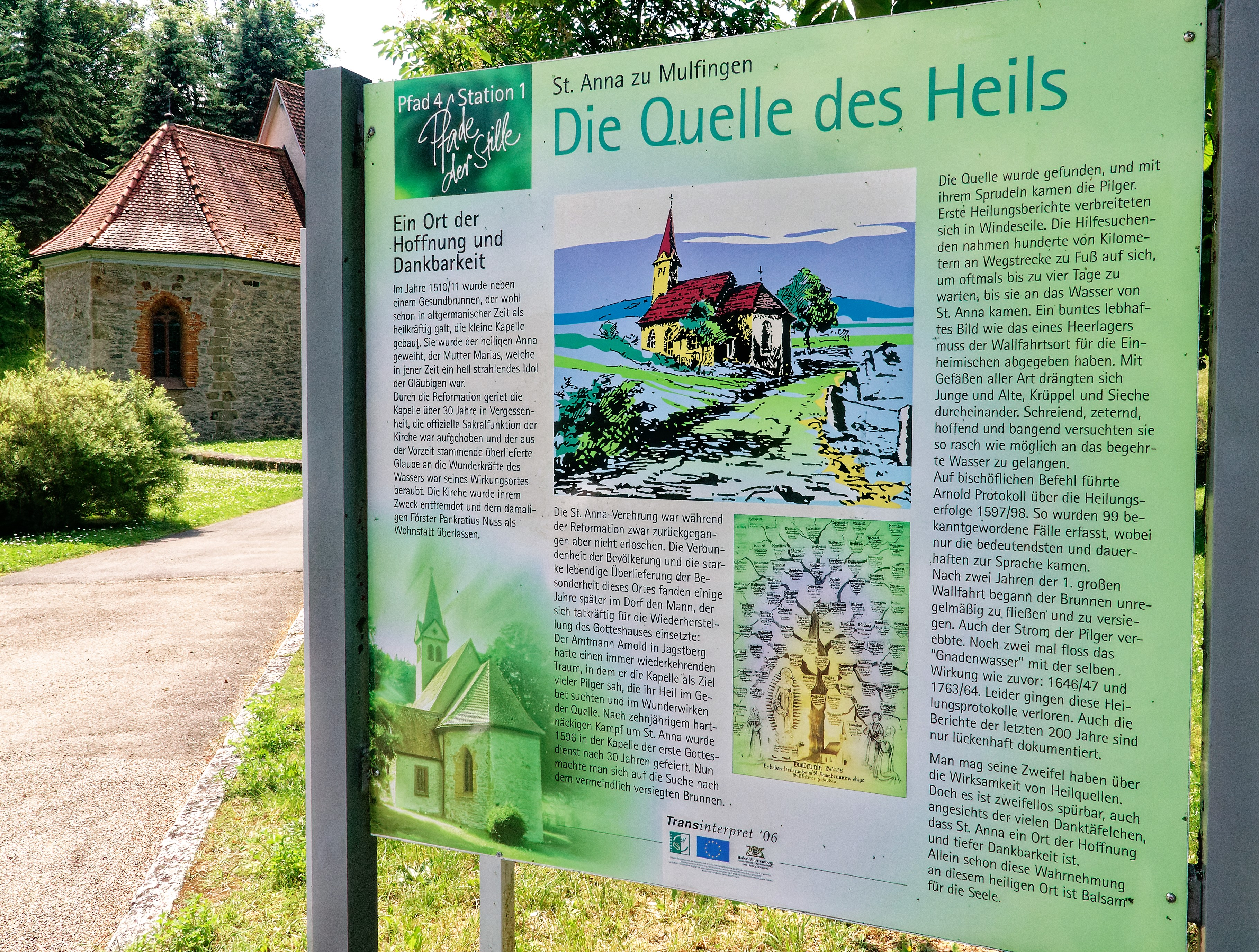
Informationstafel an der St.-Anna-Kapelle

Bilder der Deckenfresken
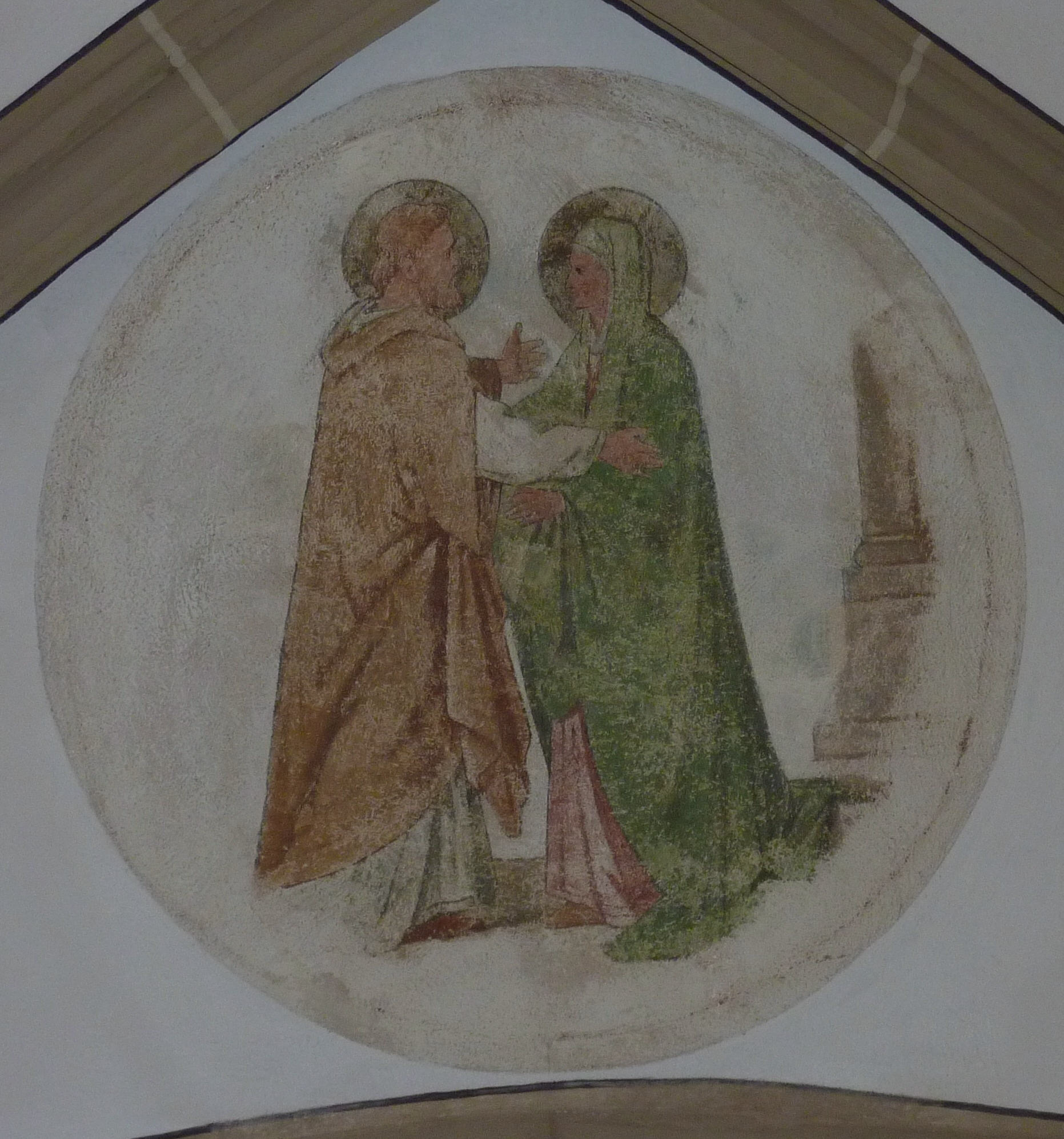
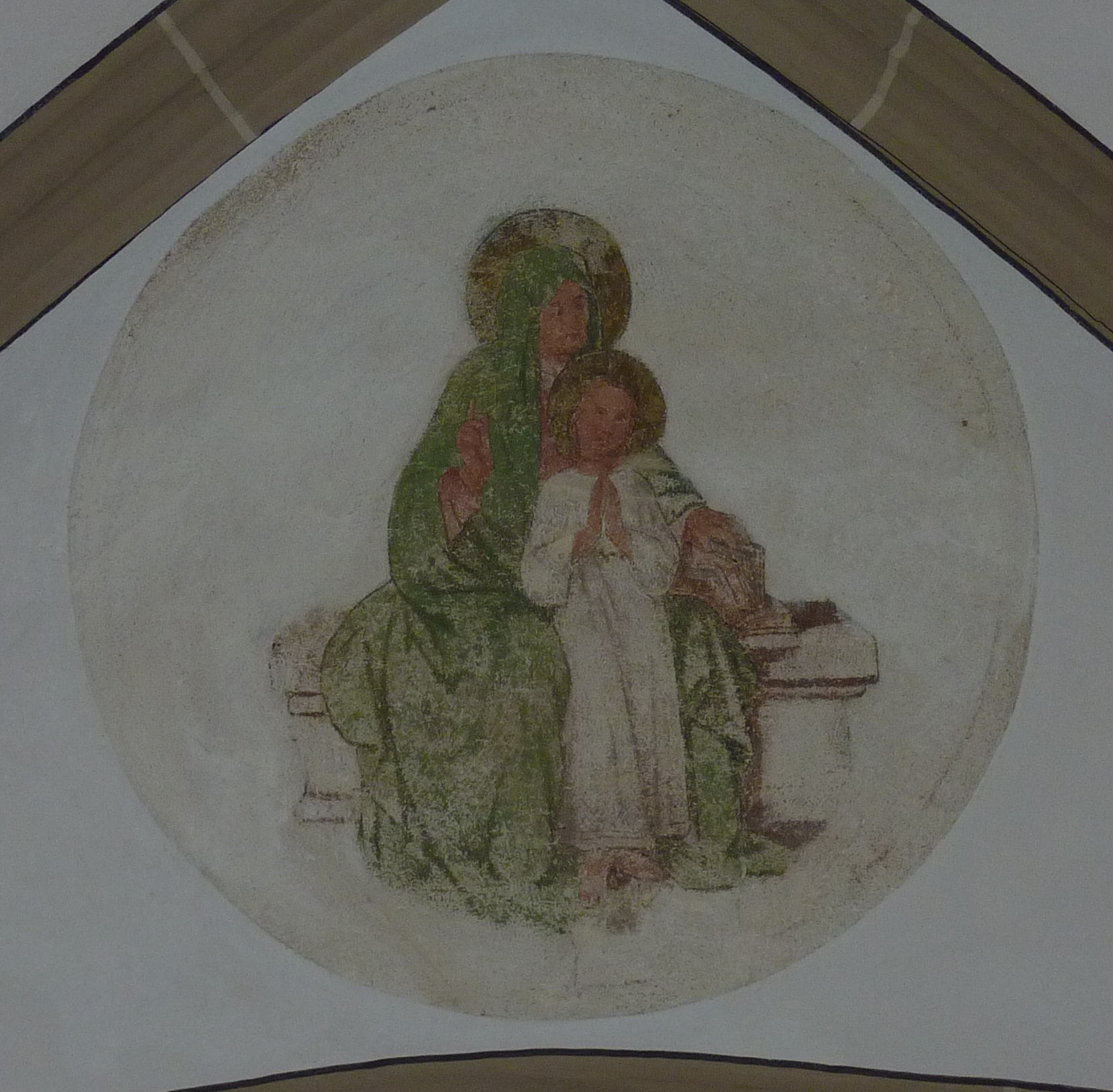
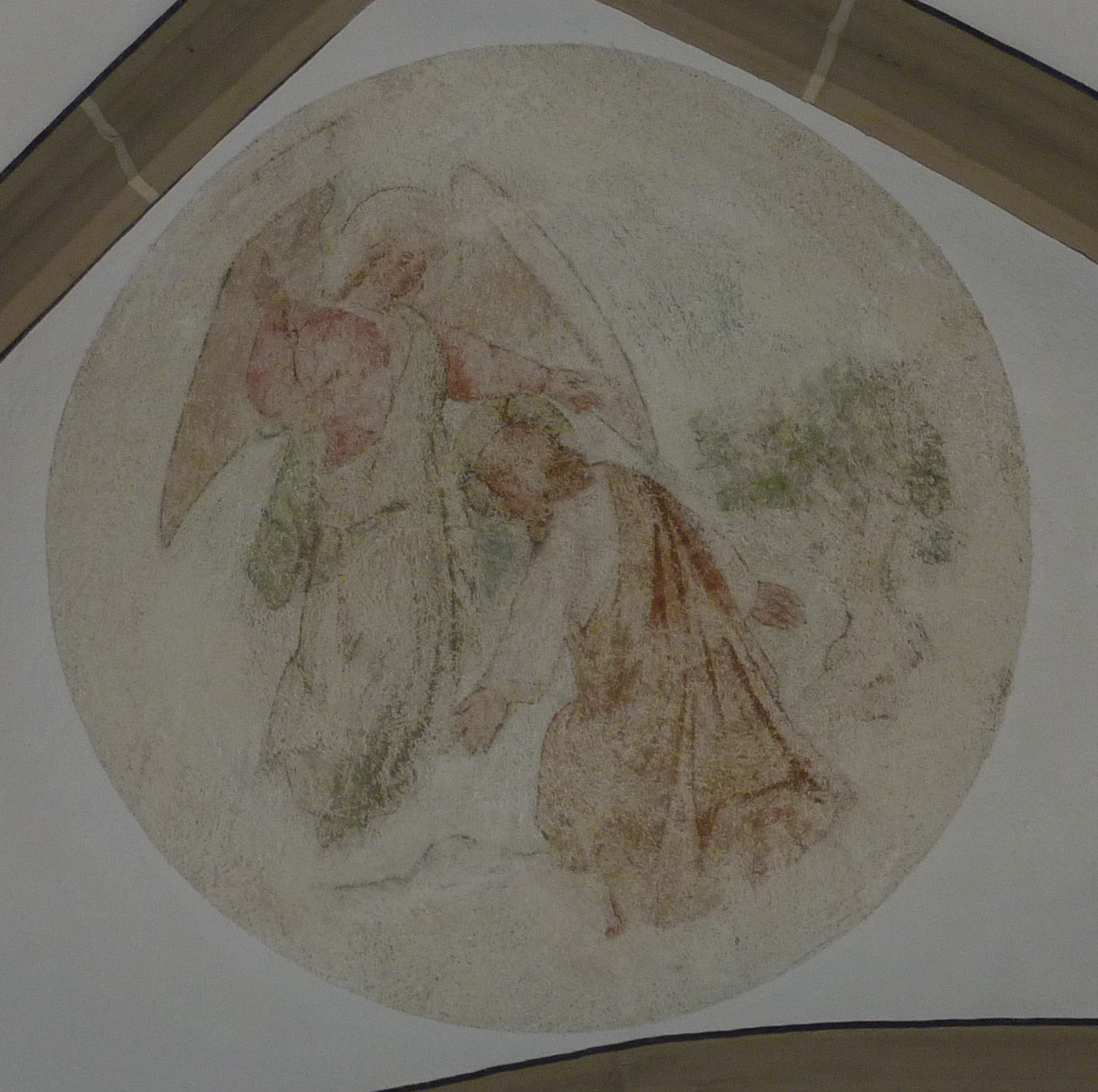
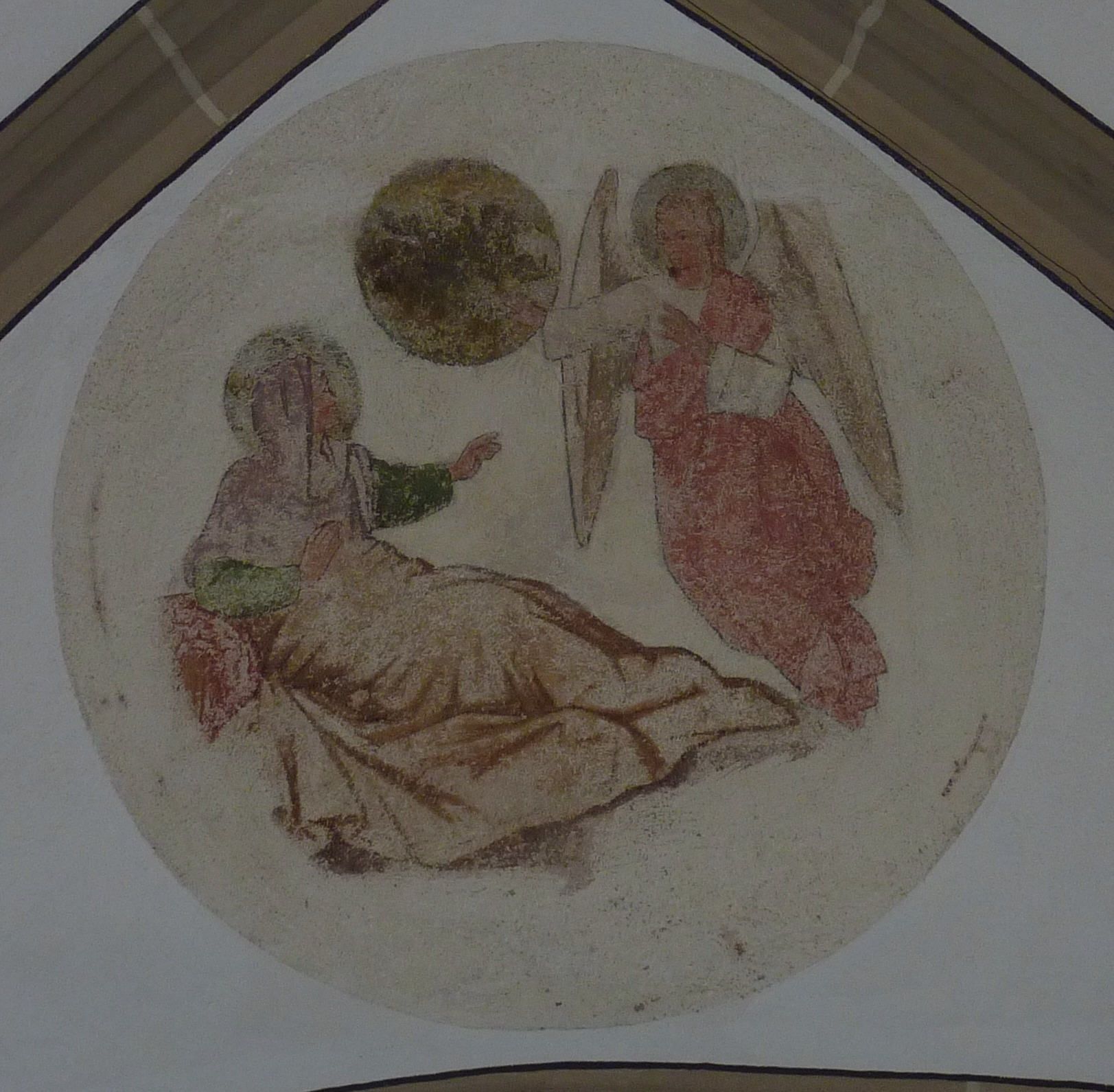

## Glocken
Im Kirchturm hängen zwei Glocken aus Bronze, die 1958 von der Glockengießerei Bachert gegossen wurden:
- Glocke 1, die Joachimsglocke, mit dem Schlagton g″ hat einen Durchmesser von 48 cm und trägt die Inschriften: „HL. JOACHIM, BITT FÜR UNS“ und „GESTIFTET VON LEO RUPP, OCHSENTAL“.
- Glocke 2, die Annaglocke, mit dem Schlagton b″ hat einen Durchmesser von 42 cm und trägt die Inschriften: „HL. ANNA, BITT FÜR UNS“ und „GESTIFTET VON LEO RUPP, OCHSENTAL“.